# Affaire Seigenthaler
L'affaire Seigenthaler est les conséquences de la découverte d'informations diffamatoires en 2005 par le journaliste John Seigenthaler sur l'article de Wikipédia en anglais à son sujet. Cet article a été rédigé quatre mois plus tôt par un contributeur anonyme en y incluant plusieurs informations fausses ou diffamatoires, notamment le fait qu'il serait à l'origine de l'assassinat de John F. Kennedy.
Cette affaire provoque plusieurs remises en cause de la fiabilité de l'encyclopédie et un changement de politique sur la version anglophone de Wikipédia.

## Historique

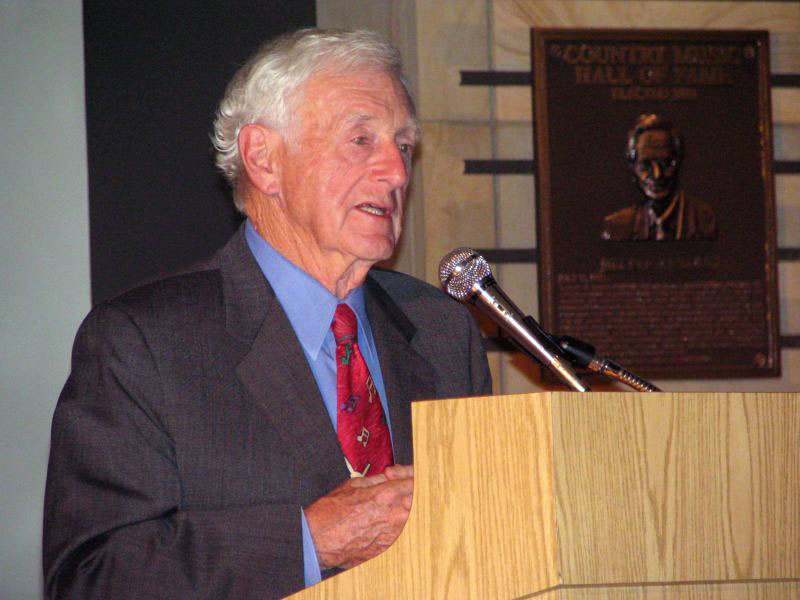
John Seigenthaler en octobre 2005.

En septembre 2005, le journaliste américain John Seigenthaler découvre un vandalisme de la part d'un contributeur anonyme sur sa biographie sur Wikipédia en anglais, où il était écrit : « was thought to have been directly involved in the Kennedy assassinations of both John and his brother Bobby » (« il a été soupçonné d'avoir été directement impliqué dans les assassinats de John et Bobby Kennedy »). La dite biographie ajoutait : « Nothing was ever proven » (« Rien n'a jamais été prouvé »).
Cette information, fausse, l'a poussé à prendre contact avec le fondateur de Wikipédia, Jimmy Wales, pour que ce dernier supprime cette diffamation.
Bien que des vandalismes de ce genre aient déjà eu lieu sur Wikipédia, la particularité de ce dernier est qu'il soit resté en ligne longtemps (du 29 mai 2005 au 5 octobre de la même année) et qu'aucun contributeur n'ait relevé cet ajout diffamatoire. De par la durée de sa présence sur Wikipédia, l'information a eu le temps d'être copiée et reliée à d'autres sites.
John Seigenthaler dénonce publiquement le problème dans le quotidien USA Today, le 29 novembre 2005, dans une tribune libre où il écrit que « Wikipédia est un outil de recherche défectueux et irresponsable ». Il est invité sur CNN et sur la National Public Radio les 5 et 6 décembre 2005. Considérant avoir été diffamé, il a effectué des recherches qui lui ont permis de constater que le contributeur de cette mention était anonyme. C'était un client de BellSouth Internet, mais les lois américaines sur la protection de la vie privée ne permettent pas de connaître l'identité des utilisateurs d'Internet, même s'ils publient du contenu offensant. Par conséquent, il refuse de lancer une action judiciaire incertaine.
Le responsable des ajouts problématiques, Brian Chase, admet le 9 décembre sa responsabilité.

## Réactions
Après les réactions médiatiques, y compris à travers un article du New York Times, la politique éditoriale de Jimmy Wales semble avoir changé.  
Depuis le 5 décembre 2005, sur la version en anglais de Wikipédia, seuls les contributeurs identifiés peuvent désormais créer de nouveaux articles. 